# Esben Esther Pirelli Benestad

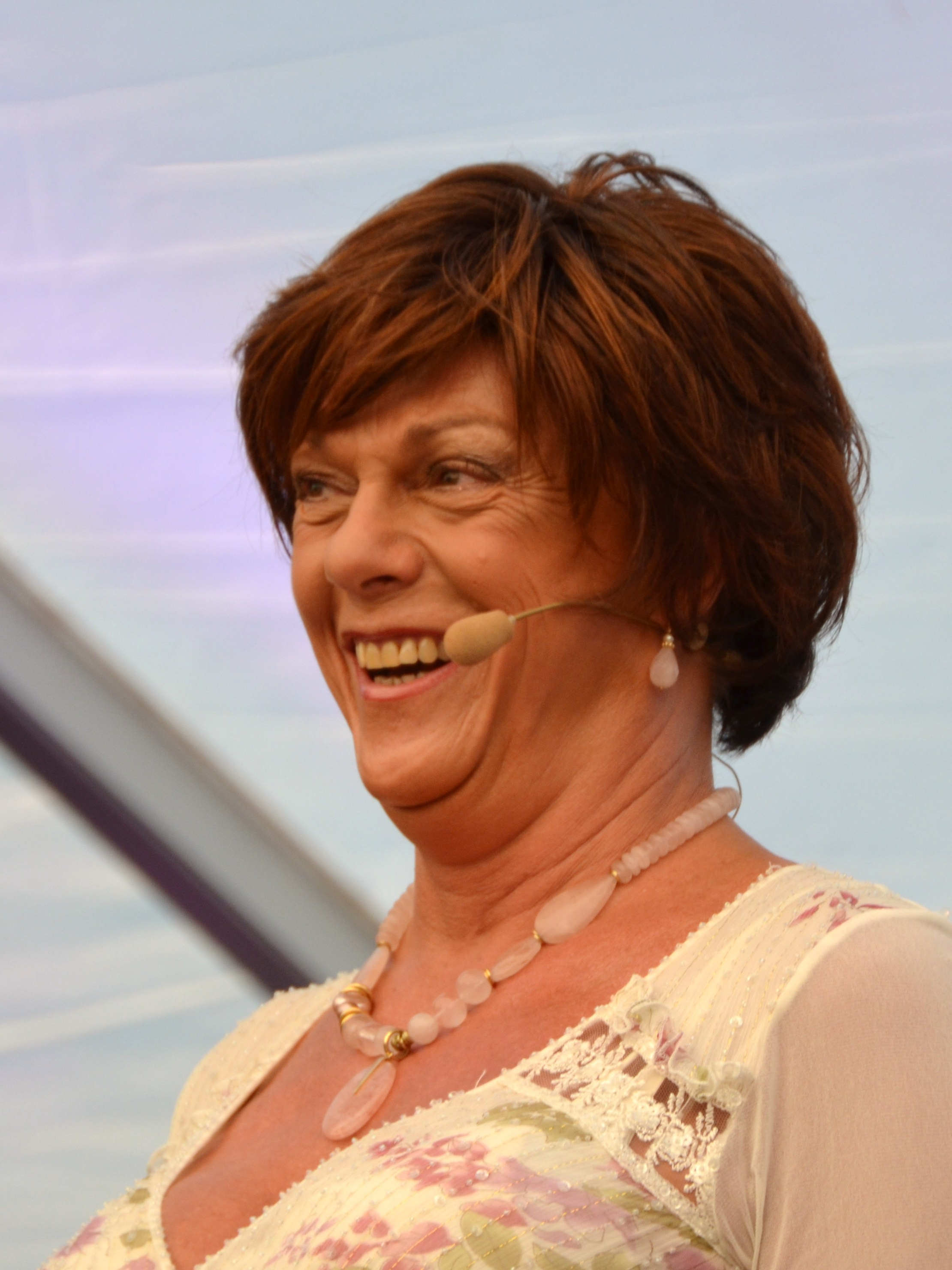
Esben Benestad, 2011

Esben Esther Pirelli Benestad (geb. 3. Mai 1949 in Grimstad als Esben Benestad, Pseudonym Esther Pirelli) ist eine norwegische Transperson, die in den Bereichen Medizin und Sexualwissenschaft arbeitet. Sie hatte an der Universitetet i Agder eine Professur inne. Benestad ist vor allem bekannt als Kämpferin für Transrechte. 2023 wurde ihr die Approbation wegen unzureichender Dokumentation entzogen. Dies erregte transnationale Aufmerksamkeit und Proteste in Norwegen. Die Person behandelt Transpersonen seit 1986 medizinisch und hat den nach ihr benannten Esben Esther-prisen erhalten, den die Pasientorganisasjonen for Kjønnsinkongruens, ein Verein für Patienten der Genderinkongruenz, verleiht.

## Leben
Benestad ist der Vater des 1974 geborenen Regisseurs Even Benestad und verheiratet mit der Psychologin Elsa Almås. In der Lokalpolitik ist er oder sie für Venstre unterwegs.

## Publikationen
- Almås, Elsa Mari; Benestad, Esben Esther Pirelli; Gianotten, Woet; Perelman, Luis; Wylie, Kevan (2022). The multiple roles of sexological organisations. Sexologies: revue europeenne de sante sexuelle - european journal of sexual health. ISSN 1158-1360. 31 (3). s 260 - 268. doi:10.1016/j.sexol.2022.04.001.
- Berg, Kari Hansen; Rohde, Gudrun Elin; Pripp, Are Hugo; Prøven, Anne; Benestad, Espen Esther Pirelli; Østensen, Monika Elisabeth; Haugeberg, Glenn (2021). Increased proportion of comorbidities but no deterioration of sexual quality of life during a 5-year follow-up in patients with axial spondyloarthritis in the biologic treatment era. Rheumatology. ISSN 1462-0324. 60 (9). s 4112 - 4120. doi:10.1093/rheumatology/keaa887.
- Benestad, Esben Esther Pirelli (2021). Transkvinner. Tidsskrift for Den norske legeforening. ISSN 0029-2001. 141 (4). doi:10.4045/tidsskr.21.0137
- Almås, Elsa Mari; Benestad, Esben Esther Pirelli (2021). Treatment of Traumatised Sexuality. Frontiers in Psychology. ISSN 1664-1078. 12doi:10.3389/fpsyg.2021.610619.
- Berg, Kari Hansen; Rohde, Gudrun E.; Prøven, Anne; Benestad, Esben Esther Pirelli; Østensen, Monika Elisabeth; Haugeberg, Glenn (2019). Sexual Quality of Life in Patients with Axial Spondyloarthritis in the Biologic Treatment Era. Journal of Rheumatology. ISSN 0315-162X. 46 (9). s 1075 - 1083. doi:10.3899/jrheum.180413.
- Berg, Kari Ellen; Rohde, Gudrun E.; Prøven, Anne; Almås, Elsa Mari; Benestad, Esben Esther Pirelli; Østensen, Monika Elisabeth; Haugeberg, Glenn (2017). Exploring the relationship between demographic and disease-related variables and perceived effect of health status on sexual activity in patients with axial spondyloarthritis: associations found only with non-disease variables. Scandinavian Journal of Rheumatology. ISSN 0300-9742. 46 (6). s 461 - 467. doi:10.1080/03009742.2017.1279684.
- Benestad, Esben Esther Pirell; Pristed, Rikke (2016). Bevegeligt køn. Psykologernes fagmagasin. ISSN 2445-6322. (2). s 26 - 29.
- Melby, Kristian Leonard; Almås, Elsa Mari; Viki, Nicklas Poulsen; Benestad, Esben Esther Pirell (2016). Muhabbet- en samtale i kjærlighet og respekt. Tidsskrift for Norsk Psykologforening. ISSN 0332-6470. 53 (9). s 728 - 733.
- Benestad, Esben Esther Pirell; Almås, Elsa Mari; Weingarten, Kaethe (2015). Sex positive ways of perceiving sexual turn-on patterns Part I - Understanding. The International Journal of Narrative Therapy and Community Work. ISSN 1446-5019. (1). s 26 - 45.
- Benestad, Esben Esther Pirell (2011). Sex og/eller kjærlighet - eller?. Psykologisk tidsskrift. ISSN 1501-7508. (01). s 11 - 15.
- Benestad, Esben Esther Pirell (2010). From gender dysphoria to gender euphoria: An assisted journey De la dysphorie de genre à l?euphorie de genre : un voyage d'accompagnement. Sexologies: revue europeenne de sante sexuelle - european journal of sexual health. ISSN 1158-1360. 19 (4). s 225 - 231. doi:10.1016/j.sexol.2010.09.004.
- Benestad, Esben Esther Pirell; Almås, Elsa (2010). Från könsdysfori till könseufori. Sexologi. ISBN 978-91-47-01545-0. Liber. laerebok. s 6.

## Belege
1. ↑  https://www.uia.no/kk/profil/esbenepb
2. ↑  https://www.vg.no/nyheter/innenriks/i/zE8yWO/esben-esther-pirelli-benestad-er-fratatt-legeautorisasjonen
3. ↑  TV 2 AS: Pirelli Benestad vil gå til sak mot staten: - Advokaten er aktivert. In: TV 2. 22. Februar 2023, abgerufen am 2. August 2023 (norwegisch).
4. ↑  https://www.tv2.no/underholdning/god-kveld-norge/esben-esther-jeg-er-veldig-ydmyk-men-forferdelig-sliten/15478952/

| Personendaten    | Personendaten                                              |
| ---------------- | ---------------------------------------------------------- |
| NAME             | Benestad, Esben Esther Pirelli                             |
| ALTERNATIVNAMEN  | Benestad, Esben (Geburtsname); Pirelli, Esther (Pseudonym) |
| KURZBESCHREIBUNG | norwegische Transperson und Arzt                           |
| GEBURTSDATUM     | 3. Mai 1949                                                |
| GEBURTSORT       | Grimstad                                                   |